# Square du Croisic
Le square du Croisic est une voie du 15e arrondissement de Paris, en France.

## Situation et accès

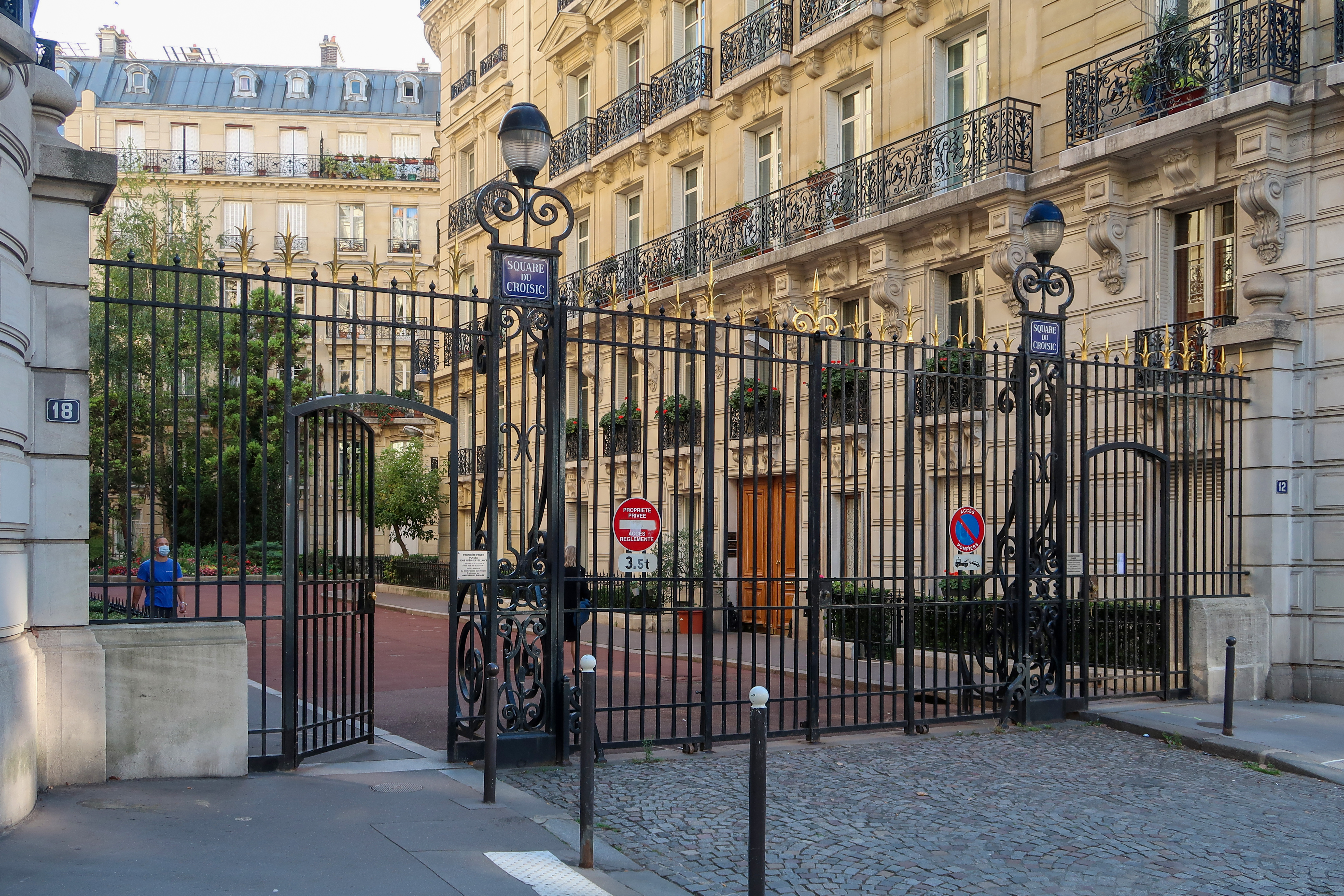
Grille.

Le square du Croisic est une voie privée située dans le 15e arrondissement de Paris. Il débute au 14, boulevard du Montparnasse et se termine en impasse. Il s'agit d'une « résidence fermée ».

## Origine du nom
La voie porte le nom du chef-lieu de canton du département de la Loire-Atlantique Le Croisic.

## Historique
Dénommée « square du Montparnasse » vers 1890, cette voie devient vers 1898 « rue du Montparnasse » avant de prendre sa dénomination actuelle.
Le 15 juillet 1918, durant la Première Guerre mondiale, un obus lancé par la Grosse Bertha explose « rue de Sèvres (sq. Croisic) ».